# Tom Johnston (zanger)
Charles Thomas Johnston (Visalia (Californië), 15 augustus 1948) is een Amerikaanse zanger en gitarist. Hij is vooral bekend als co-frontman van The Doobie Brothers.

## Geschiedenis
Johnston groeide op met rock-'n-roll en rhythm-and-blues; behalve gitaar heeft hij ook saxofoon, klarinet, drums en piano leren spelen. Johnston zat in diverse bands voordat hij in 1969 kwam hij terecht in Pud. Na een aantal bezettingswijzigingen werd deze band omgedoopt tot The Doobie Brothers. Johnston deelde de zang met gitarist Pat Simmons.
De doorbraak kwam met de albums Toulouse Street (1972) en The Captain & Me (1973) maar door de zware tournees die de band ondernam ging Johnstons gezondheid achteruit. Op 31 december 1974 liet hij al verstek gaan bij een oudejaarsconcert en in mei 1975, aan het begin van de Stampede-tournee, werd hij in het ziekenhuis opgenomen met hevige maagbloedingen; Michael McDonald nam zijn plaats in.
Johnston maakte begin 1976 een korte comeback; en speelde bij de opnamen van een concert in Winterland, San Francisco. Verder was hij vooral bezig met zijn herstel waardoor het hem niet lukte om goede songs te leveren voor de volgende albums. In 1977 verliet hij de Doobies en koos hij voor een solocarrière; zakelijk bleef hij nog wel betrokken bij de band. In 1979 verscheen het r&b/disco-getinte album Everything You've Heard Is True met de single Savannah Nights; in 1981 volgde Still Feels Good waarop hij teruggreep naar het Doobies-geluid. Johnston toerde in deze periode met zijn eigen band waarin ex-Doobie John Hartman plaatsnam achter de drum.
In 1982 gingen The Doobie Brothers op afscheidstournee; speciaal voor het allerlaatste concert kwam Johnston even langs om China Grove ten gehore te brengen en gitaar te spelen tijdens Listen to the Music. Dat laatste nummer werd in het McDonald-tijdperk gezongen door drummer Keith Knudsen en pianist/saxofonist Cornelius Bumpus die beiden over eenzelfde stembereik als Johnston beschikten.
In 1985 toerde Johnston door het Amerikaanse clubcircuit als lid van Border Patrol; voor een paar optredens werd hij herenigd met Pat Simmons. Plannen voor een duoplaat leverden echter niets op.
In 1987 kwamen de Doobies weer bijeen om geld in te zamelen voor de Vietnamveteranen; dit beviel ze zo goed dat ze besloten om door te gaan in de (min of meer) klassieke bezetting. Eerst leverde Johnston nog het Huey Lewis & the News-achtige Where Are You Tonight voor de soundtrack van de film Dirty Dancing. Sindsdien zijn de Doobie Brothers weer definitief bij elkaar en dat heeft zeven albums opgeleverd: Cycles (1989), Brotherhood (1991), Siblin Rivalry (2000), World Gone Crazy (2010), Southbound (2014), Liberté (2021) en Walk This Road (2025).
Ondertussen bleef Johnston ook solo optreden; hij deelde diverse malen het podium met zijn dochter Lara die na deelname aan een MTV-talentenjacht een carrière heeft opgebouwd als solo- en achtergrondzangeres.
In 2022 verscheen Long Train Running: The Story Of The Doobie Brothers; Johnston schreef dit boek samen met Simmons.
- Biblioteca Nacional de España: XX982233
- Bibliothèque nationale de France: cb14014669h (data)
- Gemeinsame Normdatei: 134419049
- International Standard Name Identifier: 0000 0001 0792 2866
- Library of Congress Control Number: no00014123
- MusicBrainz: f15612c5-52e8-4927-a3c0-648482affeb8
- SNAC: w6zr0094
- Système universitaire de documentation: 163216231
- Virtual International Authority File: 69127438
- WorldCat: E39PBJtxgpqPDQGCCXJwH8D6rq